# Lanny Budd
Lanny Budd, titelperson i Upton Sinclairs  romansvit Mellan två världar (engelska: Between two worlds) från 1940-1952. Lanny Budd är författarens anti-fascistiska språkrör.